# 上西怜
上西 怜（じょうにし れい、2001年〈平成13年〉5月28日 - ）は、日本のグラビアアイドル、ファッションモデル、元アイドル。女性アイドルグループNMB48および派生ユニットLAPIS ARCHの元メンバー、『S Cawaii!』のレギュラーモデルである。
滋賀県湖南市出身。

## 来歴

### 2016年
- NMB48第5期生オーディション[9]最終審査合格。6月28日、NMB48劇場において、NMB48第5期研究生としてお披露目された。当時、チームNに在籍していた上西恵は実姉である。
- 10月18日、神戸ワールド記念ホールで開催された『NMB48 6th Anniversary LIVE』で「大組閣」と称したチーム再編により、チームBIIの専属研究生になった。

### 2017年
- 10月12日、『NMB48 ARENA TOUR 2017＠大阪城ホール』2日目公演において正規メンバーへの昇格とチームBII所属が発表された。
- 11月16日、NMB48の17thシングル『ワロタピーポー』でシングル表題曲において初めての選抜メンバーとなった。

### 2018年
- 5月から6月にかけて投票が実施された『AKB48 53rdシングル 世界選抜総選挙』では98位で世界選抜総選挙記念枠に選出され、自身初のランクインを果たした[10]。

### 2019年
- 3月1日よりチームBll所属となる。
- 6月17日、週刊プレイボーイにてグラビア活動を再開。以後、多数の雑誌において表紙モデルなどを務める。
- 12月15日、NMB48劇場にて行われた特別公演において、同期の梅山恋和、山本彩加との3人組ユニット「LAPIS ARCH」のお披露目があり、同日NMB48のオフィシャルユニットとして結成が発表された。

### 2020年

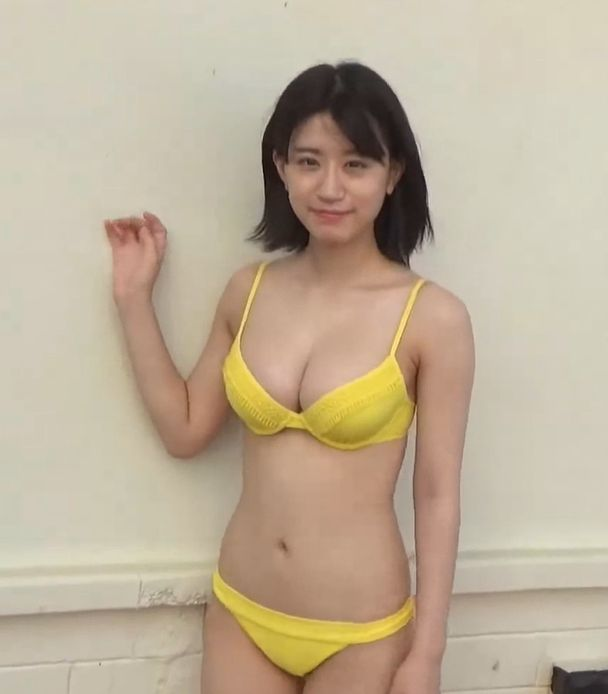
上西怜（2020年、講談社ヤンマガch）

- 2月14日、COOL JAPAN PARK OSAKA WWホールで、LAPIS ARCHとして初となるコンサート『LAPIS ARCH Valentine LIVE 2020 ～Sweet & Bitter Youth～』が開催された。また同日、LINE CUBE SHIBUYAでの『LAPIS ARCH LIVE 2020 in TOKYO(仮)』の開催が発表されるも後に新型コロナウイルス感染拡大の影響による延期が発表され、同年8月21日、これに変わるかたちで初のオンラインLIVEとなる『NMB48 FIRST ONLINE LIVE 2020 LAPIS ARCH ～Power of LAPIS ARCH～』が開催された。
- 11月25日、ファースト写真集「水の温度」（集英社）を発売[11][12]。姉の上西恵もNMB48在籍時に写真集を出しており、AKB48グループ唯一の単独写真集を発売した姉妹となる。
- 11月29日、写真集を記念して初のソロ冠ライブ『水の温度 ～この世界にキミとふたり～』が開催された。
- 12月、全日本グラビア大賞2020において、アイドル部門賞を受賞[13]。

### 2021年
- 1月1日に行われた新春元旦公演で新プロジェクトのスタートが発表され、チーム制解体に伴い、くじ引きによって「FRONTIER」に所属となる[14]。
- 2月26日、自身初の単独映像作品として、上西怜1st写真集「水の温度」メイキングムービー『水の温度』がDVD&Blu-rayで発売された[15]。
- 5月1日、関西テレビ『カミオト-上方音祭-』で、6月16日発売のNMB48 25thシングル『シダレヤナギ』が初披露され、同曲にて初のフロントポジションを務めることとなった。
- 5月5日、NMB48劇場にて行われた白間美瑠プロデュース「大阪魂、捨てたらあかん」FRONTIER公演で、自身初となる正センターを務める。

### 2022年
- 1月1日、「2022 新春組閣発表」において、原チームMへの異動と、2月23日発売のNMB48の26thシングル『恋と愛のその間には』で梅山恋和とWセンターを務めることが発表された[16][17]。NMB48の楽曲でセンターを務めるのはカップリング収録曲も含めて自身初となる。
- 2月11日、チームM 4th Stage「恋は突然やってくる」公演初日に出演[18]。梅山恋和とWセンターを務める。
- 7月14日から16日にかけてZepp Osaka Baysideにて開催された、『NMB48 NAMBAZAAR 2022』の最終日夜公演において、女性ファッション誌「S Cawaii!」のレギュラーモデルに就任することが発表された[19]。

### 2023年
- 4月3日にファッション&ビューティをテーマとしたスタイルブック「Rei Jonishi STYLE BOOK@FASHION&BEAUTY petite fille 小さい女の子」を、続いて6月4日にグラビア編のスタイルブック「Rei Jonishi STYLE BOOK@GRAVURE Coquettish 色っぽい女の子」を主婦の友社より発売。2ヶ月で2冊の刊行は創刊22年目の「S Cawaii!」史上初の試みとなった[20]。

### 2024年
- 5月28日、誕生日当日に出演した「うたコン」において、同月22日発売のNMB48の29thシングル『これが愛なのか?』をテレビ初披露[21]。曲終わりには司会の谷原章介からサプライズで誕生日のお祝いコメントが送られた[22]。7月14日には自身の地元である滋賀県開催の「NHKのど自慢」にNMB48として初出演し、同曲を披露した[23]。
- 10月8日、『NMB48 14th Anniversary LIVE 〜Emotional〜』にて、卒業を発表した[24][25]。

### 2025年
- 3月7日、セカンド写真集「私らしさ」を主婦の友社より発売[26]。
- 3月26日、NMB48の30thシングル「がんばらぬわい」上西怜卒業記念盤が発売。同作品にてソロ曲「夕陽はどこへ行く?」のMVが収録された。
- 3月27日、オリックス劇場にて、『上西怜卒業コンサート〜君だけのアイドル♡〜』を開催[27]。
- 4月10日、チームM「Mのサイン」公演にて卒業[28]。

## 人物
将来の夢はモデルになること。部活はバスケットボール部。
特技は兄に教えてもらったハンドスプリング（前方倒立回転跳び）。
好きな食べ物はオムライス、グラタン、カレーライス、キウイ。好きなキャラクターはエルモで、ベッドの周りにエルモのぬいぐるみがたくさん置いている様子が、NMB48の23rdシングル『だってだってだって』のstay home ver.の映像で確認ができる。

### 家族・親族
姉、兄の3姉弟の末っ子である。姉や友人からは「いーだ」と呼ばれることがある。由来は兄が小さい頃に怜をちゃんと言えなかったからと以前に話していたこともあるが、本当のところは不明である。
- 姉：上西恵 - 女優。NMB48の元メンバー[30]。
- 従姉妹：上西星来 - 歌手、モデル。東京パフォーマンスドールの元メンバー。Rayの専属モデル。

### NMB48
公式ニックネームはれーちゃん。
キャッチフレーズは『れーちゃんレーダーがみんなの笑顔を見つけれーちゃん（見つかっちゃったー）。滋賀県出身 19歳のれーちゃんこと上西怜です。』。
推しメンは2期生の村瀬紗英。村瀬がNMB48卒業後はドラフト3期生の安部若菜、7期生の和田海佑を公言している。また、渋谷凪咲から推されている。仲の良いメンバーは小嶋花梨、水田詩織。元メンバーの山本彩加とも、プライベートで買い物や旅行に行ったりするほど仲が良い。

## NMB48での参加楽曲

### シングル選抜楽曲

#### NMB48名義
- 「僕以外の誰か」に収録
  - 途中下車
  - 太陽が坂道を昇る頃 - 「研究生」名義
- ワロタピーポー
  - 普通の水 - 「Team Bll」名義
- 欲望者
  - 匙を投げるな! - 「Team Bll」名義
  - Good Timing
- 僕だって泣いちゃうよ
  - 職務質問 - 「Team Bll」名義
- 床の間正座娘
  - アップデート - 「Team Bll」名義
  - ピンク色の世界
  - 2番目のドア
- 母校へ帰れ!
  - ジュゴンはジュゴン - 「Team Bll」名義
- 初恋至上主義
  - 無限大ノック - 「Team Bll」名義
- だってだってだって
  - Be happy - 「Team Bll」名義
  - 好きになってごめんなさい - 「LAPIS ARCH」名義
- 恋なんかNo thank you!
  - アイラブ豚まん
  - 青春念仏 - 「Team BII」名義
- シダレヤナギ
  - 落とし穴
- 恋と愛のその間には（梅山恋和とのWセンター）
  - 夢中人
- 好きだ虫
  - なぜ、僕は立ち上がるのか? - 「Team M」名義
- これが愛なのか?
  - Now
  - 青春ジャンプ - 「Team M」名義
  - 青春テトラポット - 「テトラ」名義
  - おとめのアイス - 「テトラ」名義
- がんばらぬわい
  - 夕陽はどこへ行く? ※ソロ楽曲
  - めっちゃラブユー - 「紅組」名義

#### AKB48名義
- 「11月のアンクレット」に収録
  - 法定速度と優越感 - 「U-17選抜」名義
- 「ジャーバージャ」に収録
  - 下手を打つ - 「NMB48」名義
- 「センチメンタルトレイン」に収録
  - 波が伝えるもの - 「第10回世界選抜選挙記念枠」名義
- 「NO WAY MAN」に収録
  - おはようから始まる世界 - 「U-19選抜2018」名義

### アルバム選抜楽曲
- 『難波愛～今、思うこと～』に収録
  - まさか シンガポール
  - 難波愛
  - サササ サイコー!
- 『NMB13』に収録
  - Done
  - 青春のラップタイム 2023
  - 今さら道頓堀
  - 想像のピストル

### 劇場公演ユニット曲
研究生「届かなそうで届くもの」公演
- スカート、ひらり
- 制服が邪魔をする

チームBⅡ 4th Stage「恋愛禁止条例」公演
- ハート型ウイルス（武井紗良のアンダー）
- ツンデレ！（矢倉楓子のアンダー）
- 真夏のクリスマスローズ

チームM 4th Stage「アイドルの夜明け」公演
- 残念少女（安田桃寧のアンダー）
- 天国野郎（西澤瑠莉奈、鵜野みずきのアンダー）

NMB48 カトレア組「ここにだって天使はいる」公演
- おNEWの上履き
- この世界が雪の中に埋もれる前に（小嶋花梨のアンダー）
- ジッパー（須藤凜々花のアンダー）
- 初めての星（安田桃寧のアンダー）
- 100年先でも（安田桃寧のアンダー）

チームN 4th Stage「目撃者」公演
- おNEWの上履き（山本彩加のアンダー）

チームBⅡ 5th Stage「2番目のドア」公演
- 誤解（山本彩加のアンダー）
- 完璧ぐ～のね

小嶋花梨プロデュース「難波愛〜今、小嶋が思うこと〜」公演
- ショートカットの夏
- ジッパー（川上千尋のアンダー）

チームM 4th Stage「恋は突然やってくる」公演
- 逆転王子様（2nd UNIT）
- She's gone

チームN 6th Stage「夢中雷舞」公演
- 下衆な夢（貞野遥香のアンダー）

チームM 5th Stage「Mのサイン」公演
- わがままコレクション

NMB48「天使のユートピア」公演
- 君はエイリアン
- 僕らはまだ

## 作品

### 映像作品
- 水の温度（2021年2月26日、laugh out loud records）※写真集「水の温度」のメイキング映像（Blu-ray版あり）

## 出演

### テレビドラマ
- 第1話（朝日放送テレビ）
  - Season1 #10 ギャンブルデスゲームドラマ「トゥルーギャンブラー怜」（2019年6月23日） - 剣野怜 役
  - Season2 #11 SFホラードラマ「スペースエイリアン」（2020年9月27日） - シフト 役[31]
- アイドル失格（2024年1月13日 - 3月30日、BS松竹東急） - 空野あかり 役[32]

### テレビ番組
- 京都スペシャル 高校生バンドグランプリ（2023年2月24日、NHK総合）

### ラジオ
- 上西怜のキャッチ！（2020年 - 、エフエム滋賀）[注 1][33]
- Mタウン（2021年10月26日 - 2024年10月21日、MBSラジオ） - 週替りレギュラー[34]

### 舞台
- 吉本新喜劇×NMB48 ミュージカル「ぐれいてすと な 笑まん」（2022年5月14日 - 22日、COOL JAPAN PARK OSAKA WWホール / 5月26日 - 29日、明治座）[35]
- 特別公演『伝説の一日』「四回目 さんまの駐在さん」（2022年4月2日、なんばグランド花月）[36]
- 博多座25周年記念作品「新生!熱血ブラバン少女。」（2024年4月6日 - 21日、博多座 / 4月26日 - 28日、新歌舞伎座） - 荒木唯 役[37][38][39]

### 広報
- 大阪エヴェッサ 応援アンバサダー（2023年8月6日 - ）[40]

### イベント
- 大阪インフィオラータ2021 「フラワークリスマス」オープニングセレモニー（2021年12月15日、あべのハルカス ハルカス300 天空庭園）[41]
- シンデレラフェスvol.10（2023年4月5日、国立代々木競技場 第一体育館）[42]

## 書籍

### 写真集
- 水の温度（2020年11月25日、集英社、撮影：佐藤佑一）ISBN 978-4087900231[11][12]
- Rei Jonishi STYLE BOOK@FASHION&BEAUTY petite fille 小さい女の子（2023年4月3日 / amazon限定カバーver：4月7日、主婦の友社）ISBN 978-4074530496 / ISBN 978-4074550548
- 旬撮GIRLS Vol.14（2023年4月6日、扶桑社） - 表紙 ISBN 978-4594620226[注 2][43]
- 私らしさ（2025年3月7日、主婦の友社）ISBN 978-4074612215[26]

### 雑誌連載
- 月刊ENTAME（徳間書店）
  - 梅山恋和&上西怜のSPORTS CHALLENGE（2018年12月19日 - 2021年9月30日） - 梅山恋和との共同連載[44]
  - 上西ハウジング&梅山不動産（2021年10月29日 - 2022年3月30日） - 梅山恋和との共同連載[45]
  - 上西ハウジング&安部不動産（2022年4月28日 - ） - 安部若菜との共同連載[46]
- S Cawaii!（2022年9月17日 - 、主婦の友社） - レギュラーモデル[47][19]